# Richard Gramlich
Richard Gramlich (* 6. August 1925 in Mannheim; † 23. September 2006 in Unterhaching) war ein deutscher Religionswissenschaftler. Er gilt als ein bedeutender Erforscher des Sufismus (islamische Mystik).

## Leben
Im Jahr 1946 trat Richard Gramlich dem Jesuitenorden bei. 1969 wurde er an der Universität Basel promoviert und 1971 als Professor für Religionsgeschichte an die Theologische Fakultät der Universität Freiburg im Breisgau berufen. Er wurde 1987 emeritiert und lebte in der Nähe von Basel in der Schweiz.
2004 gelangte seine bedeutende Bibliothek, die neben anderen äußerst seltenen Publikationen unter anderem ca. 250 arabische und persische iranische Steindrucke enthält, als Dauerleihgabe an die Bayerische Staatsbibliothek in München.

## Veröffentlichungen (Auswahl)
- Die schiitischen Derwischorden Persiens. Drei Bände. Steiner, Wiesbaden 1965, 1976, 1981.
- Die Wunder der Freunde Gottes. Theologien und Erscheinungsformen des islamischen Heiligenwunders. 1987.
- Islamische Mystik. Sufische Texte aus zehn Jahrhunderten. 1992.
- Alte Vorbilder des Sufitums. Teil 1. Scheiche des Westens. 1995
- Alte Vorbilder des Sufitums. Teil 2. Scheiche des Ostens 1996
- Weltverzicht. Grundlagen und Weisen islamischer Askese. 1997.
- Der eine Gott. Grundzüge der Mystik des islamischen Monotheismus. 1998.

Zu diesen Veröffentlichungen kommt eine beträchtliche Anzahl von kommentierten Übersetzungen wegweisender Schriften islamischer Mystiker hinzu, diese erschienen überwiegend in der Reihe der Freiburger Islamstudien.

### Tondokumente
- Ethische und mystische Dimensionen islamischer Glaubenserfahrung. Vortrag am 23. März 1973 bei der Katholischen Akademie der Erzdiözese Freiburg – publiziert 2006 durch die Universitätsbibliothek Freiburg – Onlineressource.